# Nacerdes densatus
Nacerdes densatus es una especie de coleóptero de la familia Oedemeridae.

## Distribución geográfica
Habita en Borneo.